# Edamame
Edamame (枝豆 (Kỳ Đậu) /ˌɛdəˈmɑːmeɪ/) là một món ăn của Nhật Bản được chế biến từ những hạt đậu tương còn nguyên vỏ. Vỏ đỗ tương được luộc hoặc ninh lên và có thể được dọn lên kèm với muối hoặc cùng với những gia vị khác. Món ăn này đã trở nên phổ biến khắp thế giới vì giá trị dinh dưỡng dồi dào từ nó như vitamin, chất xơ, và chất isoflavone. Khi những hạt đỗ đã được tách vỏ, chúng đôi khi sẽ được gọi theo tiếng Nhật là mukimame. Edamame là một món ăn thường ngày trong âm thực Nhật Bản và là một món khai vị được thưởng thức kèm đồ uống chứa cồn như bia hay rượu shōchū. Như một nguyên liệu chế biến món ăn, edamame thường được tìm thấy trong các món ăn có vị ngọt và cay mặn như takikomi gohan, tempura, và zunda-mochi.

## Tên gọi

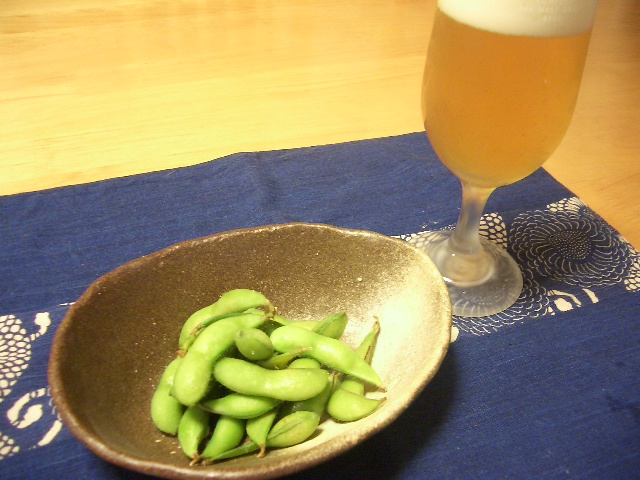
Edamame được thưởng thức cùng bia.

Tại Nhật Bản, tên gọi edamame thường được dùng để chỉ một món ăn đơn lẻ. Nó có nghĩa đen là "đậu bám vào gốc" (được ghép từ hai chữ 枝 eda = "nhánh" hoặc "thân" + 豆 mame = "đậu"), vì những hạt đậu thường được bán khi chúng vẫn còn dính vào thân.
Ở Trung Quốc và Đài Loan, thuật ngữ mao đậu thường được dùng để chỉ món ăn, từ này có nghĩa đen là "hạt đậu phủ đầy lông " (là tổ hợp của hai từ 毛  mao = "lông" + 豆 dou = "đậu").

## Lịch sử
Đậu nành được trồng lần đầu tiên ở Trung Quốc vào khoảng 7000 năm trước, trong khi tài liệu tham khảo sớm nhất về thuật ngữ "edamame" xuất hiện từ năm 1275, khi nhà sư Nhật Bản Nichiren viết một bức thư cảm ơn một giáo dân về món quà "edamame" mà vị giáo dân đó đã để lại tại đền thờ. Vào năm 1406, dưới triều đại nhà Minh ở Trung Quốc, lá đậu nành đã được dùng làm thức ăn, và trong thời kỳ nạn đói bùng phát, người dân đã sử dụng cả hạt đậu để nấu ăn hoặc nghiền chúng ra thành bột. Trong nhiều thế kỷ sau ở Trung Quốc (1620), hạt đỗ tương lại được nhắc đến một lần nữa với tên gọi khác là mao đậu, có nghĩa là "hạt đậu có lông". Chúng được tìm thấy trong ghi chép về các vườn rau thời cổ đại và được cho là có tác dụng chữa bệnh, cũng như là một món ăn nhẹ. Còn tại Nhật Bản, edamame lần đầu được nhắc đến trong thơ được sáng tác theo lối haikai vào thời kỳ Edo (1603–1868), với bài thơ được sáng tác sớm nhất là vào năm 1638.
Edamame lần đầu tiên được công nhận ở Hoa Kỳ vào năm 1855, khi một người nông dân nhận xét về những khó khăn khi ông ta phải tách vỏ của những hạt đậu sau khi thu hoạch. Vào tháng 3 năm 1923, đỗ tương non lần đầu được nhắc đến trong văn bản ở Hoa Kỳ thuộc về một cuốn sách có tên gọi là "The Soybean" của CV Piper và Joseph W. Morse. Trong cuốn sách này, lần đầu tiên chúng được hình dung và chúng ta có thể thấy là những hạt đậu có thể được ăn khi chúng còn đang mở vỏ. Thông tin dinh dưỡng đầu tiên về chúng đã được xuất bản và một số công thức nấu ăn được đưa vào, vì chúng là một loại thực phẩm mới mẻ đối với công chúng thời bấy giờ. Cách sử dụng sớm nhất được ghi lại bằng tiếng Anh của từ edamame là vào năm 1951 trên tạp chí Nghiên cứu văn hóa dân gian. Edamame xuất hiện như một thuật ngữ mới trong Từ điển tiếng Anh Oxford năm 2003 và trong từ điển Merriam-Webster năm 2008.
Năm 2008, đậu nành đầu tiên được trồng ở châu Âu đã được bán trong các cửa hàng tạp hóa với tên gọi edamame và được ăn như một nguồn thức ăn thay thế để bổ sung protein .

## Thu hoạch, chế biến và cất trữ

### Thu hoạch
Edamame thường được thu hoạch thủ công để tránh làm hỏng thân và lá của cây trồng. Vỏ đậu tương xanh được hái trước khi chúng chín hoàn toàn, thường là 35 đến 40 ngày sau khi cây ra hoa lần đầu tiên. Đậu nành được thu hoạch ở giai đoạn này có vị ngọt hơn vì chúng chứa nhiều đường sacarose hơn so với đậu nành được thu hoạch vào cuối mùa sinh trưởng. Các yếu tố khác góp phần tạo nên hương vị của edamame bao gồm các axit amin tự do như axit glutamic, axit aspartic và alanine . Thường thì các axit amin không liên kết này sẽ giảm đi khi vỏ quả nở ra và chín hoàn toàn.

### Chế biến
Vỏ quả có thể được đun sôi trong nước, hấp hoặc cho vào lò vi sóng. Các đầu của quả đôi khi được cắt trước khi luộc hoặc hấp. Các chế phẩm phổ biến nhất của món ăn này thường sử dụng muối để tạo vị, có thể cho muối vào hòa tan trong nước sôi trước khi cho vỏ đậu nành vào hoặc thêm vào sau khi nấu.
Edamame là một món ăn phụ phổ biến tại các nhà hàng izakaya của Nhật Bản với nhu cầu về các biến thể địa phương và biến thể  theo mùa của món ăn này. Muối và tỏi là những gia vị edamame điển hình. Ở Nhật Bản, người ta thường chuộng nước muối cô đặc như một phụ gia thêm vào món đậu tương mà vỏ của nó có thể ăn trực tiếp.

### Cất trữ
Edamame được mua khi còn tươi nên phải ăn ngay trong ngày, vì hương vị của món đậu tương này có thể bị suy giảm chỉ trong vòng 10 giờ sau khi thu hoạch. Tuy nhiên, edamame tươi sẽ ăn được trong ba ngày khi được bảo quản trong tủ lạnh. Tuy nhiên, những quả bị hư thường chuyển sang màu nâu nhanh hơn chủ yếu là do enzym polyphenol oxidase. Nếu muốn được bảo quản tươi, vỏ đậu phải được giữ ẩm để tránh bị đổi màu và héo . Điều này có thể được thực hiện bằng cách bọc vỏ trong nhựa hoặc vật liệu khác để giữ ẩm.
Đông lạnh edamame tươi cũng là một lựa chọn để duy trì chất lượng tốt của món ăn trong vài tháng. Edamame tươi nên được chần trước khi đem đi đông lạnh.

## Thưởng thức
Edamame có thể được ăn theo hai dạng: vỏ đậu hoặc hạt đậu không. Đậu edamame rất dễ ăn và có thể nấu chín như bất kỳ loại đậu nào khác. Nếu thưởng thức chúng bằng đũa thì người ăn phải có kỹ năng. Vỏ quả edamame yêu cầu phải sử dụng răng hoặc ngón tay để trượt hạt edamame vào miệng, sau đó vỏ sẽ bị bỏ đi.

## Giá trị dinh dưỡng
Bộ Nông nghiệp Hoa Kỳ tuyên bố rằng đậu edamame là một loại "đậu nành có thể ăn tươi và được biết đến nhiều nhất như một món ăn nhẹ giàu chất dinh dưỡng". Đậu edamame đã chế biến và được đông lạnh chứa tới 73% nước, 12% protein, 9% carbohydrate và 5% chất béo. Một khẩu phần 100g edamame điển hình cung cấp cho chúng ta khoảng 507 kilôjun (121 kilô ca-lo) năng lượng thực phẩm và một lượng phong phú (20% hoặc nhiều hơn Giá trị hàng ngày, DV) của protein, chất xơ và vi chất dinh dưỡng, đặc biệt là folate (78% DV), mangan (49% DV) và vitamin K (26% DV) (bảng). Hàm lượng chất béo trong edamame cung cấp 361 mg axit béo omega-3 và 1794 mg axit béo omega-6.